# اوشن دیسکاورر
اوشن دیسکاورر (به انگلیسی: Oceanic Discoverer) یک کشتی است که طول آن ۶۳ متر (۲۰۶ فوت ۸ اینچ) می‌باشد.